# Ariekanerpeton
Ariekanerpeton is een geslacht van uitgestorven tetrapoden dat behoort tot de Seymouriamorpha. Het leefde in het Vroeg-Perm (ongeveer 284 miljoen jaar geleden) en zijn fossiele overblijfselen zijn gevonden in Tadzjikistan.

## Naamgeving
De fossielen van dit dier werden voor het eerst beschreven door Tatarinov in 1968; de geleerde schreef de fossielen toe aan de nieuwe soort Discosauriscus sigalovi van het reeds bekende geslacht Discosauriscus. Latere studies door Ivachnenko (1981) leidden tot de conclusie dat dit materiaal apart genoeg was om te worden ingedeeld in het eigen geslacht Ariekanerpeton.
Het holotype is PIN 2079/1, een skelet met schedel.

## Beschrijving
Ariekanerpeton is bekend van meer dan negenhonderd exemplaren, afkomstig uit de vindplaats Sarytaypan in Tadzjikistan, in de regio Leninabad. Deze exemplaren vormen een van de beste ontogenetische reeksen die bekend zijn voor seymouriamorfen, omdat ze talrijke larven in verschillende groeistadia bevatten, evenals talrijke jongvolwassen exemplaren. Bekende schedels varieerden in grootte van zes millimeter tot vierenvijftig millimeter lang, maar de slechte ossificatie van het skelet van de grootste bekende exemplaren geeft aan dat zelfs de laatste geen volledig volwassen vormen waren.
Ariekanerpeton sigalovi, net als veel andere seymouriamorfen, bezat een relatief brede en driehoekige schedel (hoewel minder breed dan in andere soortgelijke vormen). Het lichaam was uitgerust met vierentwintig presacrale wervels; de wervelbogen waren gepaard en articuleerden niet met de pleurocentra (zelfs niet in de grotere exemplaren), maar dit kan een juveniele eigenschap zijn. Larven van Ariekanerpeton behouden cirkelvormige schubben met concentrische ringen, vergelijkbaar met die op de exemplaren van Discosauriscus, een andere seymouriamorf; de grotere exemplaren lijken deze schubben echter niet te hebben gehad. Er waren geen buikribben. Op de schedel waren bovendien de typische groeven van de zijlijn alleen aanwezig bij de larvale exemplaren.

## Fylogenie
Ariekanerpeton maakt deel uit van de seymouriamorfen, een groep tetrapoden die typisch is voor het Perm, misschien behorend tot de reptielen. Hiervan lijkt Ariekanerpeton nauwer verwant aan Discosauriscus en Seymouria dan aan de basale vormen als Utegenia, vanwege enkele kenmerken (gebrek aan contact tussen postorbitaal en supratemporaal bot, gebrek aan buikribben). Het is waarschijnlijk dat Ariekanerpeton nauw verwant was aan Discosauriscus.

## Paleobiologie
Het ontbreken van zijlijngroeven op de schedel van volwassen Ariekanerpeton-exemplaren suggereert dat deze dieren niet in een aquatisch milieu leefden (de zijlijn wordt door gewervelde waterdieren gebruikt om zich in stromingen te oriënteren). Het is mogelijk dat Ariekanerpeton in een drogere omgeving leefde dan waar vergelijkbare dieren zoals Utegenia of Discosauriscus leefden.